# Assentament (nàutica)

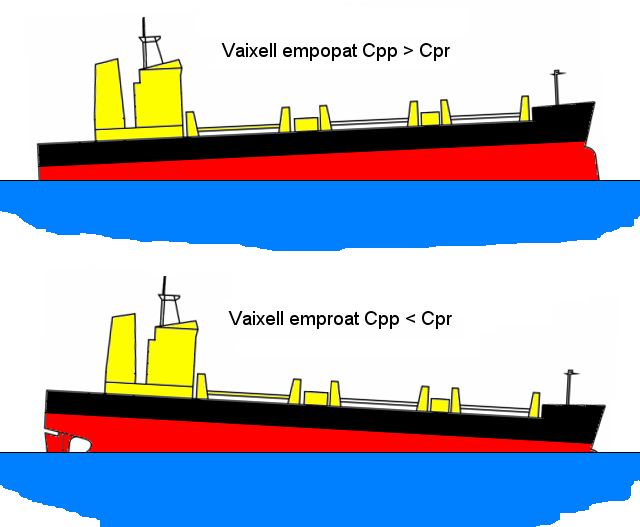
Vaixell empopat (A > 0) i vaixell emproat (A < 0).

L'assentament és la diferència entre el calat de popa i el calat de proa d'un vaixell, per a una línia de flotació determinada.
Si s'anomenen A l'assentament i Cpr i Cpr als calats de proa i popa, respectivament, es té
A = Cpp – Cpr
i es tenen les condicions següents:
- A > 0: vaixell assentat de popa o empopat.
- A = 0: vaixell en aigües iguals o assentament zero.
- A < 0: vaixell assentat de proa o emproat.